# القضاة (تعز)
القضاة هي إحدى قرى الجمهورية اليمنية. وهي تتبع جغرافيًا لمحافظة تعز. وإداريًا لمديرية ماوية. يبلغ تعداد سكانها 3640 نسمة حسب الإحصاء الذي جرى عام 2004.